# بنزو (کا) فلوئورانتن
بنزو(کا)فلوئورانتن (به انگلیسی: Benzo(k)fluoranthene) با فرمول شیمیایی C۲۰H۱۲ یک ترکیب شیمیایی است. که جرم مولی آن ۲۵۲٫۳۰۹۳ g/mol می‌باشد. شکل ظاهری این ترکیب، بلورهای زرد است.